# دانیله یاکوپنی
دانیله یاکوپنی (انگلیسی: Daniele Iacoponi؛ زادهٔ ۲۵ مارس ۲۰۰۲) بازیکن فوتبال است.